# 卓奥仁章峰
卓奥仁章（Jobo Rinjang）是一座位于尼泊尔索卢坤布南崎的一座山峰，海拔6,666（21,870英尺）高于海平面。 2009年，约瑟夫·普尔耶尔 (Joseph Puryear）和大卫·戈特利布（David Gottlieb）首次攀登该峰。